# 路易絲·伊麗莎白·德·波旁
路易絲·伊丽莎白·德·波旁（法語：Louise Élisabeth de Bourbon，1693年11月22日—1775年5月27日），是法兰西孔蒂亲王路易·阿曼三世的妻子。婚前，她在宫中被称为夏罗莱女士（Mademoiselle de Charolais）。
路易絲·伊丽莎白是法国国王路易十四和情妇蒙特斯潘侯爵夫人的孙女。
1713年，她和表弟路易·阿曼结婚。她育有一子一女，其中女兒是日后在法国大革命中背叛国王路易十六的奧爾良公爵路易-菲利普的母亲。她的多次不忠引起丈夫的人不满并受到家暴。最后她和丈夫分居并搬回和母亲居住。
她较为知名的举动是受法王路易十五所託把龐巴度夫人正式介绍给法国凡尔赛宫宫廷，后者成为法国最著名的王家情妇之一。